# Reynoldsia pectinata
Reynoldsia pectinata är en tvåvingeart som beskrevs av Malloch 1934. Reynoldsia pectinata ingår i släktet Reynoldsia och familjen husflugor. Inga underarter finns listade i Catalogue of Life.